# Трамвай Монпелье
Трамва́й Монпелье́ (фр. Tramway de Montpellier) — трамвайная система города Монпелье, департамент Эро, Франция и его окрестностей.

## История
Первая трамвайная система на гужевой тяге была открыта в городе в 1875 году, но управляющая компания разорилась и прекратила эксплуатацию конки уже в 1883 году.
В 1897 году открывается новая трамвайная система на электрической тяге. Через несколько лет общая протяжённость всех линий превышает 12 километров и насчитывает 5 маршрутов. 16 декабря 1943 года  происходит серьёзная катастрофа — едущий под горку трамвай сходит с рельсов и врезается в здание — итог: 7 погибших и 21 раненый. Трамвайная система не оправилась от вызванного этим происшествием эмоционального шока среди горожан, а также от всё возрастающей конкуренции со стороны автобусов и была закрыта 31 декабря 1949 года.
С конца 1970-х годов руководством города начинают рассматриваться различные варианты решения транспортной проблемы. К августу 1995 года делается выбор в пользу создания легкорельсовой транспортной системы, первая 14-километровая линия которой должна быть запущена к 2000 году. В 1997 году с фирмой Alstom заключается соглашение о поставке 28 составов. Особенностью этого поставщика является возможность персонализации подвижного состава для каждого города и при этом цена на 20—30 % ниже, чем у конкурентов. В 1999 году начинаются испытания трамвая, который для сертификации должен пройти 15000 км. 1 июля 2000 года система начинает работать.
В качестве подвижного состава используются вагоны семейства Citadis.

## Линии
На октябрь 2015 года трамвайная система Монпелье состояла из 4 линий:
| Линия | Дата открытия                                           | Конечные остановки | Длина   | Подвижной состав                                       |       |
| ----- | ------------------------------------------------------- | --- | ------- | ------------------------------------------------------ | ----- |
| 1     | 20 июня 2000; продлена 21 сентября 2009 и 7 апреля 2012 | Моссон (фр. Mosson) ↔ Плас де Франс (фр. Place de France)                                                                     | 15,7 км | Citadis 401 Alstom (30 шт.) Citadis 402 Alstom (3 шт.) | [ 4 ] |
| 2     | 16 декабря 2006                                         | Сен-Жан-де-Веда — Сантр (фр. Saint-Jean-de-Védas – Centre) ↔ Жаку (фр. Jacou)                                                 | 17,5 км | Citadis 302 Alstom (15 шт.) Citadis 402 Alstom (5 шт.) | [ 5 ] |
| 3     | 6 апреля 2012                                           | Жювиньяк (фр. Juvignac) ↔ Пероль — Этан де л’Ор (фр. Pérols – Etang de l’Or) с ответвлением на Латт Сантр (фр. Lattes Centre) | 23,0 км | Citadis 402 Alstom (20 шт.)                            | [ 6 ] |
| 4     | 6 апреля 2012 продлена 1 Июль 2016                      | круговой Гарсиа Лорка (фр. Garcia Lorca) ↔ Гарсиа Лорка (фр. Garcia Lorca)                                                    | 9,2 км  | 302 Alstom (10 шт.)                                    | [ 7 ] |

Линии находятся под управлением компании Transports de l’Agglomeration de Montpellier (TAM), которая представляет собой филиал объединения Transdev. Это объединение является крупнейшим в мире оператором лёгкорельсового транспорта и представляет собой конгломерат из 96 компаний, управляющих транспортом в более чем 50 городах.